# Szczep Zielona Trójka im. hm. Juliusza Dąbrowskiego
Jeżeli edytujesz kod źródłowy, to aby uzyskać taki efekt: teoria, elektronem, Witolda Gombrowicza – twórz linki według składni: [[teoria]], [[elektron]]em, [[Witold Gombrowicz|Witolda Gombrowicza]].

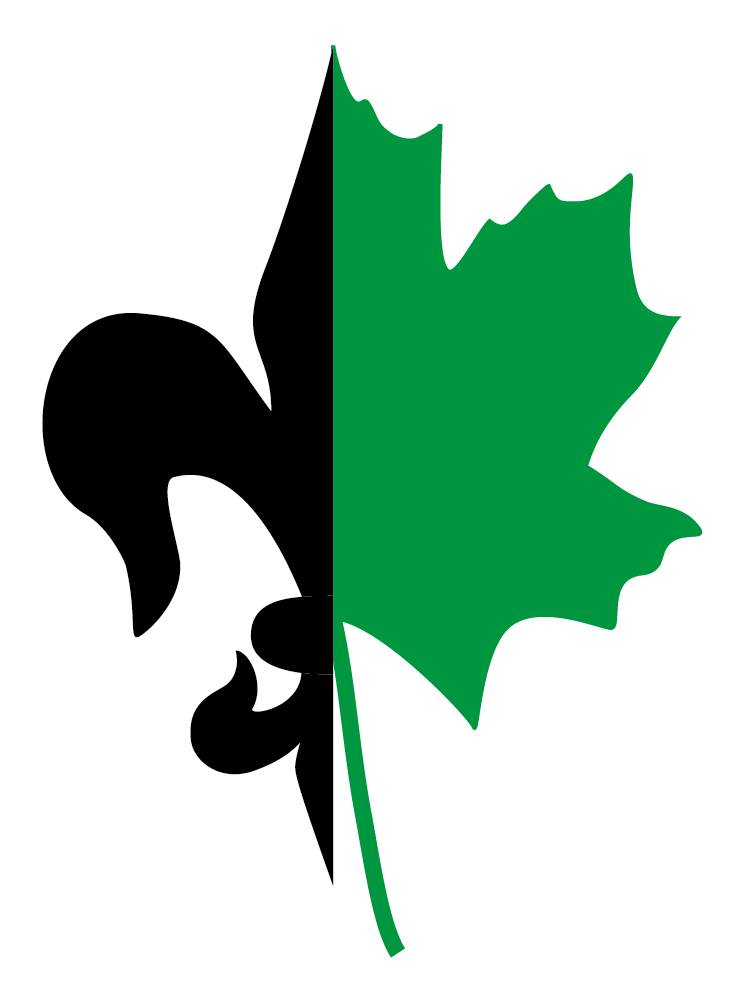
Harcerska lilijka i liść klonu. Symbol Szczepu "Zielona Trójka".

Szczep „Zielona Trójka” imienia harcmistrza Juliusza Dąbrowskiego – krakowski szczep drużyn harcerskich działający w strukturach Związku Harcerstwa Polskiego, a od 1992 roku w strukturach Związku Harcerstwa Rzeczypospolitej, związany historycznie m.in. z II Liceum Ogólnokształcącym im Króla Jana III Sobieskiego w Krakowie.
Szczep „Zielona Trójka” wywodzi się z założonej w listopadzie 1911 roku Trzeciej Sokolej Drużyny Skautowej, powstałej przy III Gimnazjum im. Króla Jana III Sobieskiego (obecnie II Liceum Ogólnokształcące im. Króla Jana III Sobieskiego w Krakowie), zmienionej po ukonstytuowaniu się Związku Harcerstwa Polskiego w1918 roku w III Krakowską Drużynę Harcerską im. Kazimierza Pułaskiego, a następnie we wrześniu 1973 roku przekształconej w Szczep 3 Krakowskich Drużyn Harcerskich „Zielona Trójka”.

## Historia

### Lata 1911-1921

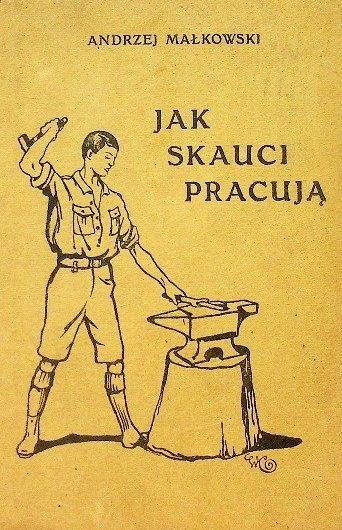
Okładka książki Andrzeja Małkowskiego, wydanej w 1914 roku przez wydawnictwo Gebethner&S-ka z ilustracją tytułową wykonaną przez drużynowego III Krakowskiej Drużyny Skautowej, Władysława Kołomłockiego.

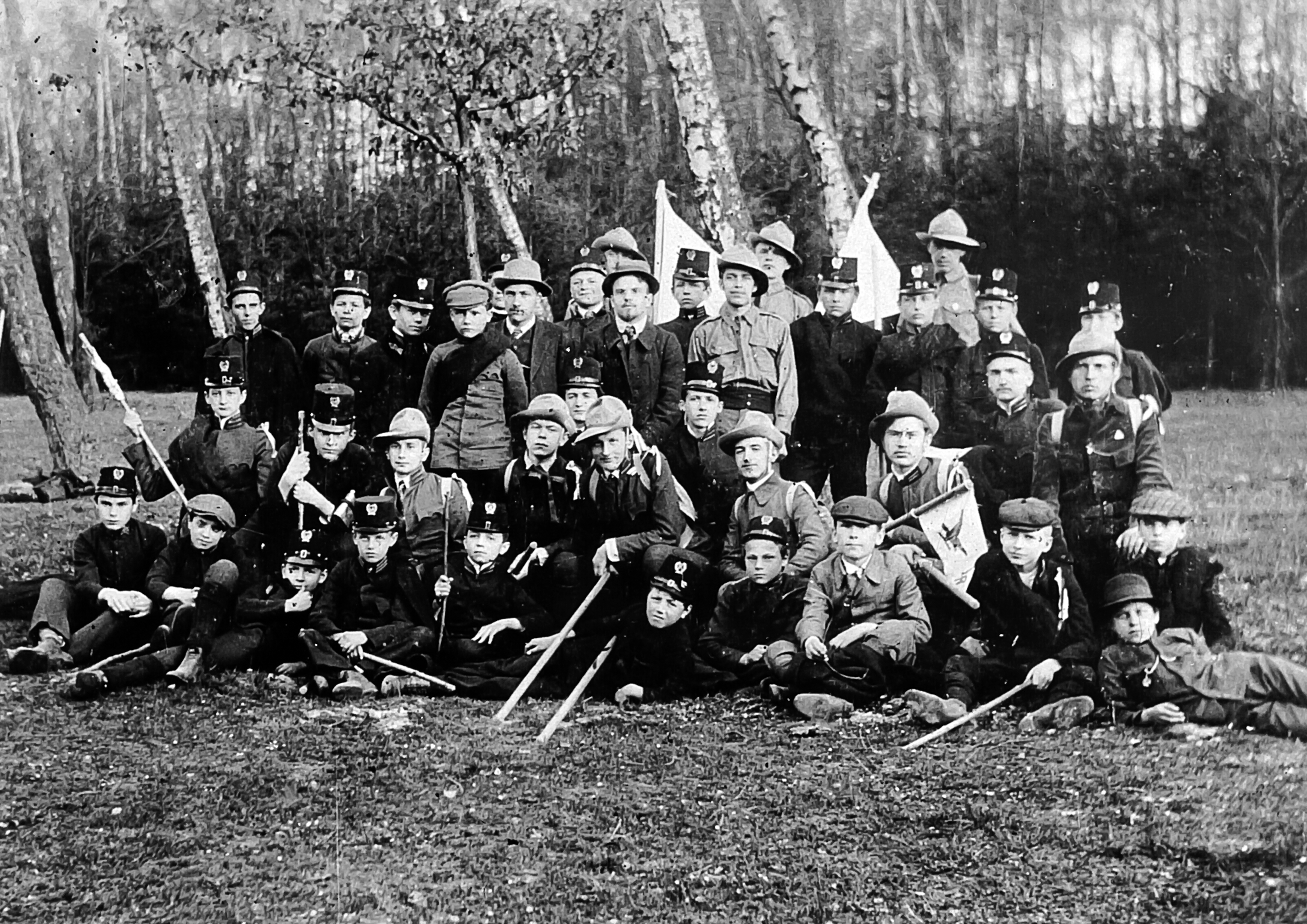
3 Sokola Drużyna Skautowa, marzec 1912 r., Wola Justowska (Kraków). Zdjęcie z prywatnych zbiorów hm. Janusza Marewicza, autor nieznany.

Początki krakowskiego ruchu skautowego są związane z osobą Zygmunta Wyrobka, aktywnego instruktora Polskiego Towarzystwa Gimnastycznego „Sokół", który w latach 1910–1911 prowadził wykłady i organizował pierwsze drużyny skautowe. W listopadzie 1911 roku powstała drużyna skautów zrzeszająca między innymi uczniów III Gimnazjum im. Króla Jana III Sobieskiego, której drużynowym był Juliusz Ulrych. Intensywny rozwój ruchu skautowego i przyrost liczebny członków wywołał reakcję władz gimnazjów krakowskich. W marcu 1912 z inicjatywy dyrektorów krakowskich gimnazjów dokonano reorganizacji i renumeracji działających drużyn i przypisano ich numery do numerów szkół, przy których działały. Drużynowym III Sokolej Drużyny Skautowej przy III Gimnazjum im. Króla Jana III Sobieskiego był wówczas Janusz Gąsiorowski. We wrześniu 1912 roku drużynę przejął Władysław Kołomłocki. Drużyna liczyła wówczas 3 zastępy i 25 druhów. W kwietniu 1913 roku liczba ta wzrosła do 13 zastępów i 115 druhów. Zastępy pracowały samodzielnie, przejawiając wszechstronną działalność, między innymi wydawały własne pisemko skautowe „Czuwaj”. Zastępy miały różne specjalności – między innymi wywiadowczą, pionierską, ratunkową, a nawet cyklistów. Silnie rozwijał się ruch wycieczkowy i biwakowy, w czym przodował zastęp „Orłów" Jana Surzyckiego, organizując w roku szkolnym 1912/1913 27 wycieczek i ćwiczeń. Drużyna stanowiła zaplecze instruktorskie krakowskiego skautingu i cieszyła się opinią jednej z najlepszych drużyn w Galicji. Władysław Kołomłocki, utalentowany rysownik, został autorem ilustracji do książki Andrzeja Małkowskiego Jak Skauci Pracują podsumowującej udział polskich skautów w III Wszechbrytyjskim Zlocie Skautów w Birmingham w 1913 roku.
W kolejnych latach funkcję drużynowego pełnili kolejno: Czesław Królikowski, Józef Zieliński, Wojciech Siedlecki, Jan Surzycki  (zastępowy jednego z zastępów z drużyny Juliusza Ulrycha z 1911 roku), Kazimierz Sembrat, Kazimierz Parafiński, Jan Majewski, K. Goliński oraz w 1919 roku ponownie Władysław Kołomłocki.
W latach I wojny światowej część skautów zasiliła szeregi Legionów Polskich oraz walczyła w innych formacjach wojskowych. Według zestawienia sporządzonego przez Jana Ekielskiego, drużynowego w latach 1921–1922, w Legionach służyło 27 druhów, w Wojsku Polskim 68, w Powstaniu Śląskim 4. Krzyżem Virtuti Militari zostało odznaczonych 7, poległo 14 druhów.
W III Powstaniu Śląskim pod Koźlem zginął jeden z pierwszych zastępowych i drużynowy Trójki, podporucznik artylerii Jan Surzycki.
Wobec ukonstytuowania się 1 XI 1918 roku Związku Harcerstwa Polskiego Trójka zmieniła nazwę z III Sokolej Drużyny Skautowej im. Kazimierza Pułaskiego na III Krakowską Drużynę Harcerską im. Kazimierza Pułaskiego.

### Lata 1921-1939

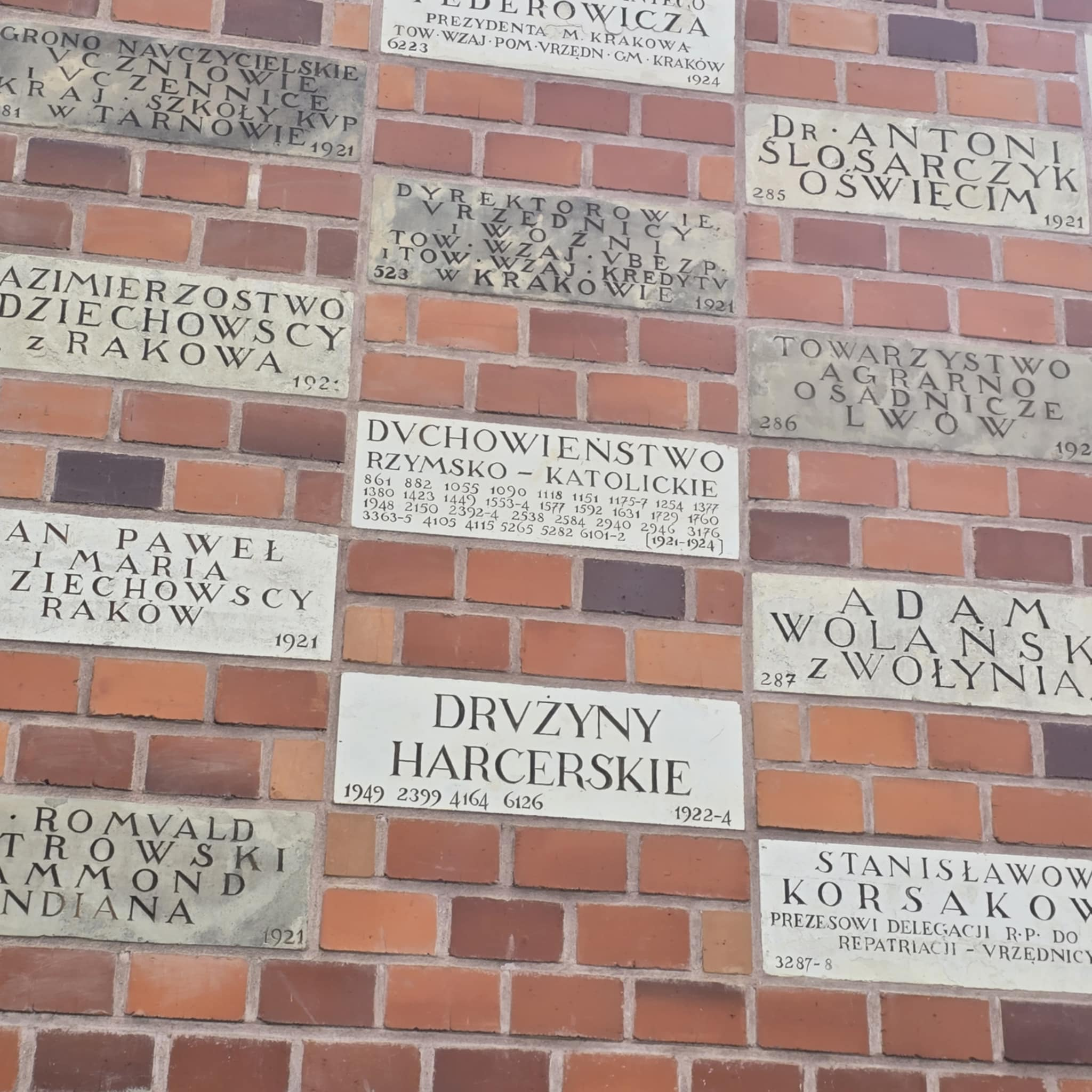
Zbiorcza cegiełka wawelska zawierająca między innymi numer 2399.

W roku 1921 drużynę objął Jan Ekielski. 10 grudnia 1921 roku drużyna świętowała 10-lecie powstania. Wspólnie z harcerzami z I Krakowskiej Drużyny Harcerskiej im. Tadeusza Kościuszki Trzeciacy ufundowali „Cegiełkę Wawelską” o numerze 2399.

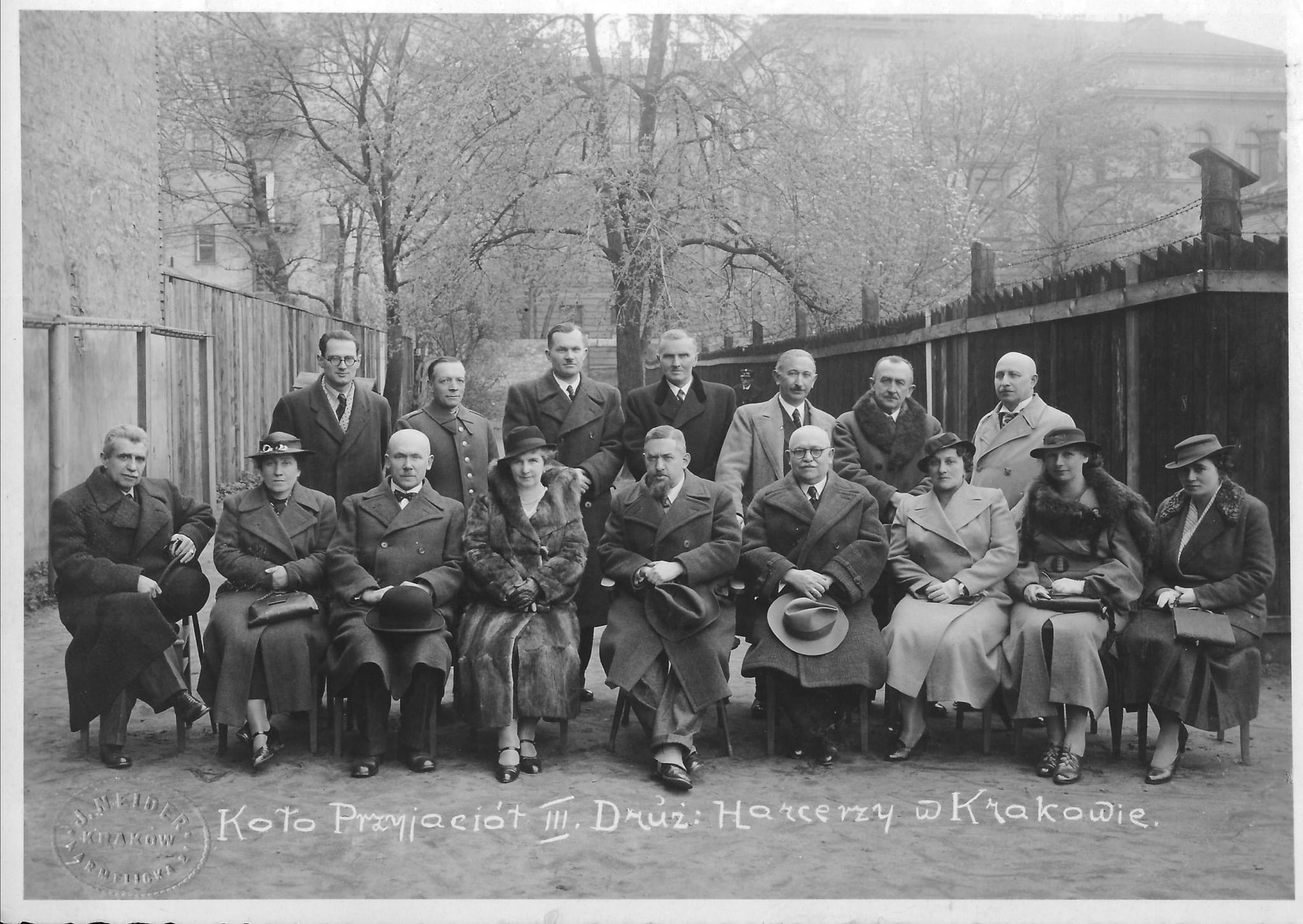
Koło Przyjaciół III Drużyny Harcerzy w Krakowie. W środku siedzą dyr. W. Rutkowski i inż. E. Hołubowicz, druga od prawej Józefa Bernasińska, stoją: pierwszy z lewej mgr K. Bugajski, drużynowy, pierwszy z prawej J. Figna, opiekun drużyny. Fot. i podpis z książki J. i K. Bugajskich Harcerska służba III Krakowskiej Drużyny im. Kazimierza Pułaskiego w latach 1911-1958, Kraków 1958.

W marcu 1922 z inicjatywy dyrektora III Gimnazjum im. Króla Jana III Sobieskiego (późniejsze II Liceum Ogólnokształcące) Wiktora Pogorzelskiego powstało Koło Przyjaciół Harcerstwa przy 3 KDH skupiające byłych Trzeciaków i sympatyków harcerstwa. Pierwszym przewodniczącym KPH został prof. Władysław Szumowski. Koło odegrało istotną rolę we wsparciu finansowym i organizacyjnym harcerzy. Najważniejszymi działaniami było wygospodarowanie harcówki w pomieszczeniach szkoły, a także zakupienie warsztatów: introligatorskiego i stolarskiego, dzięki którym harcerze zdobywali nowe umiejętności i zarabiali na swoją działalność.

Kolejni drużynowi: Jan Szumowski, Jan Majewski, Zygmunt Ochab, Jerzy Szablowski doprowadzili do rozwoju drużyny, która w 1926 roku liczyła 40 harcerzy, mając w składzie pierwszą w Krakowie formację „wilczków” – młodszych harcerzy. Drużyna odbywała częste wycieczki, regularnie jeździła na obozy. W 1926 roku drużynę przejął Jan Bugajski, pozostając drużynowym przez 3 lata. Intensywna współpraca z Kołem Przyjaciół Harcerstwa pozwoliła na zaopatrzenie drużyny w niezbędny sprzęt i ujednolicenie mundurów. Doświadczenie obozowe i wędrówkowe drużyny zaowocowało organizacją wzorcowego obozu drużyny na Polanie Redłowskiej w Gdyni w 1928 roku. Obóz ten zwizytował Prezydent Rzeczpospolitej Ignacy Mościcki, wpisując się do kroniki drużyny. 

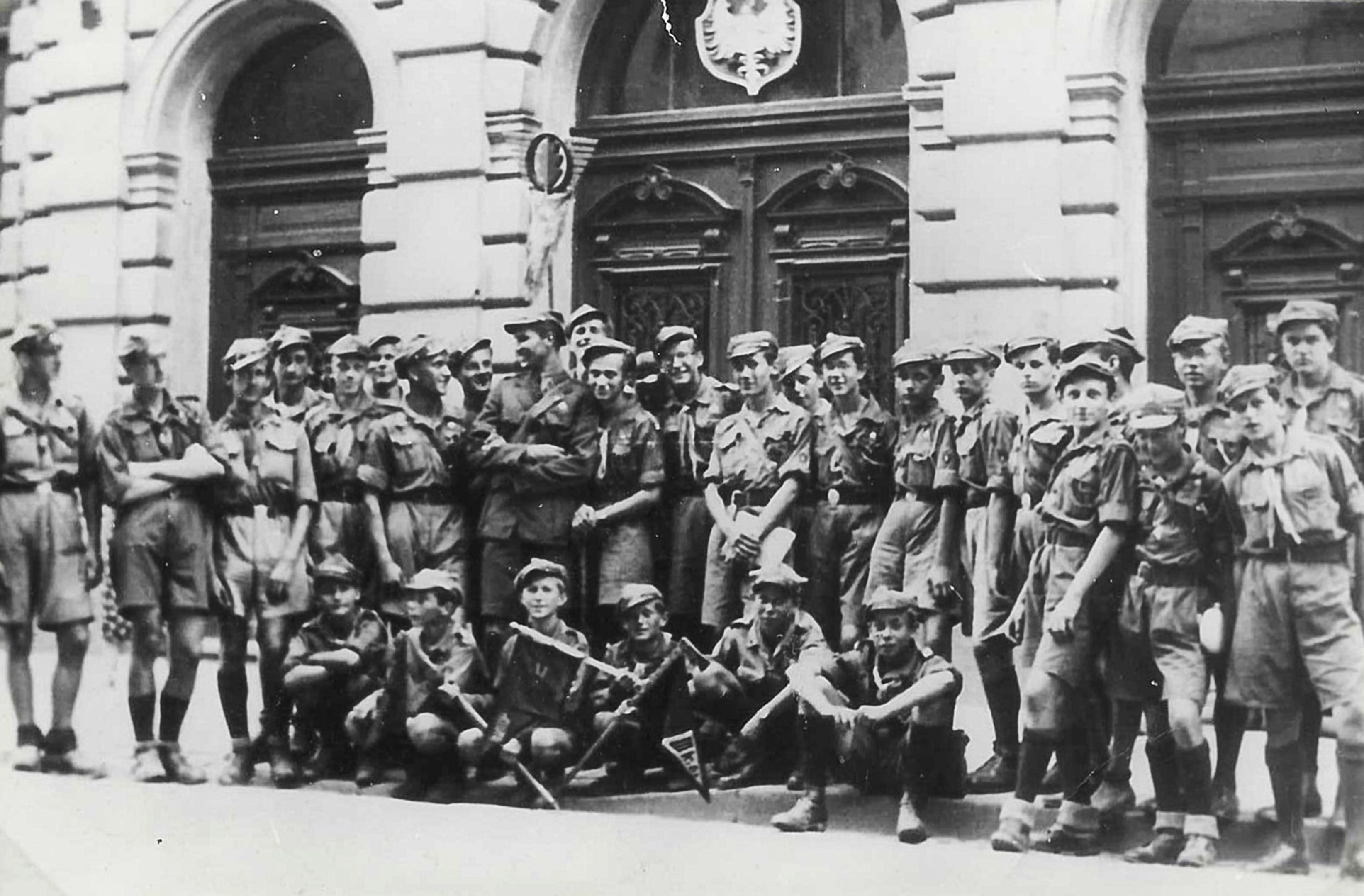
Zdjęcie harcerzy 3 KDH po powrocie z letniego obozu w Podwilku na Orawie. Lato 1938. Autor nieznany, zdjęcie z prywatnej kolekcji hm. Janusza Marewicza.

Kolejni drużynowi w latach 1929–1935 (Bolesław Kolpy, Adam Launer, Michał Smagowicz, Jan Flis, Edward Bućko, Władysław Piliński, Zdzisław Czajczyk, Stanisław Patoń) rozwijali umiejętności polowe drużyny, organizując liczne zajęcia w terenie i letnie obozy. W 1933 roku drużynowy Zdzisław Czajczyk poprowadził pierwszy w historii drużyny zimowy obóz w Łętowni, rok później zimowy obóz w Kościelisku poprowadził Stanisław Patoń. W 1935 roku drużynę przejął Kazimierz Bugajski (brat Jana Bugajskiego, drużynowego w latach 1926–1929). Pod jego pieczą drużyna brała udział w licznych konkursach sportowych. Pomocą w tym zakresie służył długoletni opiekun drużyny z ramienia szkoły, nauczyciel WF i wykładowca teorii wychowania fizycznego w Studium Wychowania Fizycznego Uniwersytetu Jagiellońskiego, prof. Józef Figna, który w 1935 roku otrzymał tytuł Honorowego Członka III Drużyny. Aktywizacja drużyny i jej wszechstronna działalność sprawiły, że Trójka została sztandarową drużyną hufców krakowskich. Wielu instruktorów drużyny pracowało później jako instruktorzy hufców i Chorągwi Krakowskiej. We wrześniu 1935 roku drużyna liczyła 54 harcerzy zorganizowanych w 5 zastępach: „Topielców”, „Jeleni”, „Rysi”, „Indian” i „Jastrzębi”. Dwa kolejne udane obozy w Karwiańskich Błotach (1935 i 1936) i dobra praca zastępów spowodowała duży przyrost liczebny i jesienią 1936 roku Trójka liczyła już 104 harcerzy.
Dobra praca drużyny zachęciła Koło Przyjaciół Harcerstwa do ufundowania sztandaru. Zaangażowanych w tę akcję było kilku prezesów KPH, poczynając od Piotra Jurkiewicza, przez Józefa Czackiego i Stanisława Łukaczyńskiego, a całość doprowadził do końca Eustachy Hołubowicz. Uroczyste wręczenie i poświęcenie sztandaru zostało połączone z jubileuszem 25-lecia drużyny oraz 15-lecia KPH, które to obchody miały miejsce w roku 1937. Protektorem uroczystości jubileuszowych został minister komunikacji Juliusz Ulrych – były drużynowy z lat 1911–1912. Na uroczystości z inicjatywy i z funduszy Koła wydano drukiem okolicznościową Jednodniówkę i rozprowadzono 1000 sztuk kartek z wizerunkiem sztandaru, a następnie okolicznościowe kartki świąteczne.
Reorganizacja zaciągu do drużyny polegająca na przyjmowaniu przede wszystkim uczniów pierwszych klas sprawiła, że zastępy pracowały razem przez kilka lat, a to zachęciło je do organizacji własnych obozów. W latach 1935–1939 Trójka zorganizowała w sumie 25 obozów. W 1937 roku drużynę od Kazimierza Bugajskiego przejął jego wychowanek Witold Peszkowski. W 1938 zorganizował obóz dla 61 harcerzy w Podwilku na Orawie. W obozie wzięły udział 2 zastępy z Estonii i jeden zastęp słowacki. Obóz stały w 1939 w Augustowie poprowadził Bronisław Birnbaum, ostatni przedwojenny drużynowy. Dobry okres w historii drużyny przerwał wybuch II wojny światowej.

### Lata 1939-1956
Wraz z wybuchem II wojny światowej we wrześniu 1939 roku liczni harcerze i instruktorzy Trójki zostali zmobilizowani do wojska, a także uczestniczyli w harcerskim Pogotowiu Wojennym, którego komendantem w sierpniu 1939 został Jan Ryblewski, drużynowy 7 KDH, były harcerz Trójki. W kampanii wrześniowej pod Tomaszowem Lubelskim zginął ostatni drużynowy Bronisław Birnbaum. Jan Bugajski, drużynowy z lat 20. i późniejszy komendant Krakowskiej Chorągwi Harcerzy, dowodził plutonem w 3 kompanii 20. Pułku Piechoty Ziemi Krakowskiej i dostał się do niewoli 20.09.1939. Do końca wojny był więźniem niemieckich obozów. Kilku Trzeciaków zginęło w Oświęcimiu – między innymi były drużynowy Jan Ekielski. Pod Monte Cassino zginął Jan Tchórzewski. Harcerze Trójki pracowali konspiracyjnie w Szarych Szeregach, między innymi  redagując, drukując i kolportując podziemne czasopisma. Ważną postacią w tej działalności był Adam Kania „Akant”, były harcerz Trójki, późniejszy drużynowy 28 KDH. Został rozstrzelany w egzekucji ulicznej przy ulicy Botanicznej w Krakowie w maju 1944 roku. Działająca w strukturach Szarych Szeregów 3  Krakowska Drużyna Zawiszy nosiła również imię Kazimierza Pułaskiego – a jej drużynowym był Jerzy Krasicki ps. „Literat”, współredagujący podziemną prasę. Sztandar III KDH w czasie wojny był przechowywany przez Trzeciaka Stanisława Wilkosza, członka AK. W piwnicy jego domu znajdował się magazyn broni. Stanisław Wilkosz został aresztowany (wraz z bratem i ojcem) i rozstrzelany przy ulicy Lubicz w maju 1944 w tej samej egzekucji, w której zginął Adam Kania "Akant". Sztandar trafił w ręce Niemców, a odnalazł się w roku 1945 w sklepie pasmanteryjnym, gdzie ktoś go sprzedał z uwagi na bogate złote i srebrne hafty.
Po rozwiązaniu Szarych Szeregów Trójka wznowiła działalność w III Gimnazjum i Liceum im. Króla Jana III Sobieskiego. W tym czasie drużynę reaktywowali harcerze z lat 1935–1939: Szczęsny Ziobrowski, Andrzej Zembaczyński, Bogusław Rybski, Zbigniew Leśniak, Zbigniew Mazur, Aleksander Hołubowicz.
Działalność przypadła na trudny okres, kiedy przedwojenni instruktorzy próbowali reaktywować dawny model pracy harcerskiej, a władza ludowa odgórnie narzucała elementy ideologiczne sprzeczne z ideałami skautingu. Drużyna założyła teatr kukiełek będący dla niej źródłem dochodu. Dużym sukcesem była organizacja obozu zagranicznego, w trakcie którego drużyna wystąpiła z koncertem piosenek harcerskich i partyzanckich w ambasadzie w Pradze w lipcu 1946 roku. Ograniczenie harcerstwa przez władze do szkół podstawowych i kolejne zmiany organizacyjne prowadzące do wcielenia harcerstwa do ZMP spowodowały przerwę w działalności Trójki do roku 1956. W tym czasie władze zarekwirowały przedwojenny sztandar, który przepadł w nieznanych okolicznościach.

### Lata 1956-1973
Zmiany polityczne w Polsce w październiku 1956 roku przyczyniły się do powrotu  ideałów przedwojennego harcerstwa. Studenci Uniwersytetu Jagiellońskiego założyli harcerską drużynę instruktorską im. gen. J. Bema i do współpracy zaprosili dawnych instruktorów ZHP i byłych harcerzy Szarych Szeregów. Członkowie tej drużyny: Marek Eminowicz, Michał Strzeszewski, Zdzisław Marski, Kazimierz Szczygieł i Grzegorz Mańko udali się do dyrekcji II Liceum im. Jana III Sobieskiego, aby reaktywować 3 Krakowską Drużynę Harcerzy. Drużynowym Trójki został Marek Eminowicz, były więzień polityczny okresu stalinowskiego. Drużyna rozwijała tradycyjne formy pracy harcerskiej, organizowała obozy i zimowiska. Rozwijała się turystyka, w tym również turystyka narciarska. Zorganizowana została między innymi  8-dniowa wędrówka narciarska po Bieszczadach, drużyna wzięła również udział w zawodach narciarskich hufca. Równocześnie harcerze zdobywali nowe umiejętności związane z rozwojem technik audiowizualnych. Podczas akcji zaciągowej w 1960 roku kandydatów zachęcano pokazami filmów i nagrań magnetofonowych przygotowanych podczas obozów. Drużyna w tym okresie liczyła kilkudziesięciu harcerzy, a kolejnymi drużynowymi byli: Wojciech Biedrzycki, Wojciech Godziemba-Czyż, Przemysław Gilowski, Antoni Ostrowski. W 1962 roku Główna Kwatera ZHP (pod przewodnictwem Jacka Kuronia) wprowadziła nową metodykę, która różniła się od tej tradycyjnej opartej na skautingu, kładąc nacisk na uświadomienie polityczne. Spowodowało to duże zamieszanie wśród instruktorów i utrudniło pracę. Od tego czasu aż do końca lat 80. kolejne pokolenia Trzeciaków starały się zachować tradycyjny model harcerski, często narażając się na szykany ze strony władz ZHP. Wprowadzenie koedukacji do szkół spowodowało konieczność utworzenia plutonu żeńskiego i męskiego. Pojawiły się problemy z obsadą instruktorską w związku z odejściem doświadczonych Trzeciaków. Władze hufca kilkukrotnie mianowały drużynowymi osoby nie wywodzące się ze środowiska 3 KDH. Do początku lat 70. liczebność drużyny malała, aż w 1971 pozostało w niej tylko 10 harcerzy. Funkcje drużynowych pełnili kolejno: Andrzej Marianowski, Janusz Jaworski, Elżbieta Brodzik, Maria Czaplińska, Andrzej Bobrowicz, Andrzej Kocurek. We wrześniu 1971 drużynę objęli młodzi wychowankowie: Zbigniew Pirzański, który został drużynowym, Janusz Marewicz, Kazimierz Brzozowski i Wojciech Andrzejewski. Zacieśniono współpracę z pedagogami II Liceum Ogólnokształcącego, co przyczyniło się do wzrostu liczebności drużyny. Latem 1972 roku zorganizowano pierwszy od wielu lat samodzielny obóz w Nowej Wsi. We wrześniu 1972 drużyna liczyła już 70 członków.

### Lata 1973-1992
Wzrost liczby członków drużyny przyspieszył zmiany organizacyjne. We wrześniu 1973 powołano Szczep 3 Krakowskich Drużyn Harcerskich „Zielona Trójka” i stworzono 2 kolejne drużyny działające przy II Liceum. Szczepowym został drużynowy Trójki Zbigniew Pirzański, a drużynowymi: Kazimierz Brzozowski, Aleksandra Łudzik i Magdalena Migas. Rok później odgórna reorganizacja spowodowała dołączenie do szczepu drużyn młodszoharcerskich i zuchowych. 8 Szczep „Słoneczny” działający przy Szkole Podstawowej nr 8 i 39 Szczep „Nadwiślański” przy Szkole Podstawowej nr 75 przyjęły barwy zielone i nazwę „Zielona Trójka”. W wyniku tej operacji „Zielona Trójka” liczyła około 500 zuchów, harcerek, harcerzy pracujących w 15 drużynach (3 starszoharcerskich, 5 młodszoharcerskich i 7 zuchowych). Wielu instruktorów starszoharcerskieh Trójki podjęło pracę w pionie młodszoharcerskim i zuchowym. 12 kwietnia 1975 roku na dziedzińcu wawelskim Szczep „Zielona Trójka” otrzymał sztandar z rąk prezydenta miasta Krakowa. Ta uroczystość została poprzedzona akcją informacyjną wśród drużyn. Szczepowi nadano imię harcmistrza Juliusza Dąbrowskiego. Dzięki pomocy Koła Przyjaciół Harcerstwa wyremontowano harcówki. Szczep zorganizował  obóz nad jeziorem Lutol na ziemi lubuskiej. Komendantami Szczepu zostali kolejno: Krystyna Wyroba, Roman Rycaj, Andrzej Wysocki. Pracę w 3 drużynach starszoharcerskich do roku 1980 prowadzili: Maria Bator, Małgorzata Mańkowska, Jarosław Marfiak, Dorota Gawryła, Władysław Pociej, Aleksandra Łudzik, Janusz Marewicz, Paweł Wróblewski, Elżbieta Kołodziej, Dorota Janusz, Anna Machnik, Krzysztof Drohomirecki, Bogusław Kośmider, Jacek Korohoda. Na początku lat 80. drużyny starszoharcerskie uległy reorganizacji i pozostała jedna drużyna działająca przy II Liceum Ogólnokształcącym, działająca w 2 plutonach: męskim i żeńskim.
Przemiany polityczne w roku 1980 zaowocowały powstaniem Kręgów Instruktorów Harcerskich im. Andrzeja Małkowskiego, w który to ruch czynnie włączyła się 3 KDH. W dniach 11–13 września 1981 roku reprezentacja 3 KDH im. K. Pułaskiego wyjechała do Warszawy na założycielski Zlot Unii Najstarszych Drużyn Harcerskich Rzeczypospolitej (założonych przed 1914 rokiem). Tydzień później na krakowskich Błoniach odbył się  jubileuszowy III Narodowy Zlot Harcerstwa, w którego przygotowaniu aktywnie uczestniczyli harcerze i instruktorzy Trójki. Drużyna zaangażowała się w działalność duszpasterstwa harcerskiego, współpracując blisko z kapelanem ks. Andrzejem Pełką SJ. W listopadzie 1981 odbyły się obchody 70. rocznicy powstania 3 KDH, których kulminacyjnym punktem były uroczystości na Wawelu: uroczysty apel 70-lecia poprzedzony mszą koncelebrowaną przez ks. prałata Stanisława Czartoryskiego. Obchody urozmaiciły spotkania z rodzicami, sympatykami i weteranami 3 KDH, wystawa w Domu Filatelisty w Krakowie oraz liczne zajęcia harcerskie – między innymi nocna miejska gra terenowa i biwak w Lasku Wolskim.
Stan wojenny w grudniu 1981 roku skomplikował sytuację w ZHP, ale nie przerwał działalności Szczepu. Harcerze zaangażowali się w Pogotowie Zimowe Harcerek i Harcerzy, niosąc pomoc potrzebującym. Zakazano organizacji zimowisk, ale letnia akcja obozowa już mogła się odbyć. Początek lat 80. to kilka bardzo udanych obozów Trójki (jez. Śluza, Ulucz, jez. Graniczne, Stare Jabłonki). Przez kilka lat działała drużyna wodna (drużynowy Janusz Bartyzel), organizując w 1983 roku obóz żeglarski. W 1984 zorganizowany został  obóz wędrowny w Rumunii, w Karpatach Południowych. Drużyna i instruktorzy zaangażowali się w działalność niejawnego Ruchu Harcerskiego Rzeczypospolitej. Wzięli aktywny udział w Białej Służbie podczas kolejnych wizyt Papieża Jana Pawła II w Polsce w roku 1983 i 1987. W 1985 odbył się obóz - pielgrzymka do Rzymu zorganizowana wspólnie ze Szczepem „Szara Siódemka”. Kulminacyjnym punktem pielgrzymki było ognisko harcerskie w ogrodach Castel Gandolfo z Papieżem Janem Pawłem II.
Funkcje drużynowych 3 KDH pełnili kolejno: Andrzej Wysocki (1981–1982), Katarzyna Cyankiewicz (1983), Jacek Kostrzewa (1983–1986), Piotr Wężyk (1986–1988), Artur Boruta. Szczepowi w tym okresie to: Bogusław Kośmider (1981–1983), Krzysztof Dmochowski (1983), Robert Janecki (1983–1984, Janusz Marewicz (1984 –1986), Dorota Janikowska, Piotr Janecki. Rezultatem przemian ustrojowych końca lat 80. były też zmiany w strukturach ZHP. W 1988 roku do władz Komendy Hufca Kraków-Śródmieście wybrano troje instruktorów „Zielonej Trójki”  (hm. Katarzyna Ryblewska, hm. Janusz Marewicz i hm. Bogusław Kośmider). Powstała nowa organizacja harcerska (Związek Harcerstwa Rzeczypospolitej stworzony na bazie niejawnego Ruchu Harcerskiego z lat 80.). „Zielona Trójka” oraz inne krakowskie środowiska harcerskie próbowały jednak zreformować istniejący ZHP, nie wstępując do ZHR. Brak sukcesów w reformowaniu skostniałych struktur ZHP spowodował powołanie nowej organizacji ZHP rok założenia 1918. Instruktorzy Trójki brali w tych procesach aktywny udział. Hufcową harcerek została Klaudia Olszewska, była drużynowa 3 KDH „Tatrzańska Brać” (drużyna przy Szkole Podstawowej nr 8). W 1992 roku ZHR i ZHP-1918 połączyły się pod nazwą Związek Harcerstwa Rzeczypospolitej, w którego ramach zaczyna działać „Zielona Trójka”.

### Od roku 1992
Wejście „Zielonej Trójki” w nowe struktury wymusiło zmiany organizacyjne. Z powodu rozdzielenia pionów męskiego i żeńskiego (Organizacja Harcerek i Organizacja Harcerzy ZHR) dokonano również podziału drużyn. 3 KDH im. Kazimierza Pułaskiego została rozdzielona na 3 Krakowską Drużynę Wędrowniczek i 3 Krakowską Drużynę Wędrowników.
W 1994 roku harcerze Trójki uczestniczyli wraz z ZHR-em na Monte Cassino w obchodach 50-lecia zwycięskiej dla Polaków bitwy, pełniąc zaszczytną funkcję drużyny sztandarowej całej organizacji. Rok później wzięli udział w Białej Służbie w Lewoczy podczas pielgrzymki Papieża Jana Pawła II do Słowacji. Funkcję szczepowego w latach 90. pełnił phm. Krzysztof Burzyński. W Szczepie funkcjonowały nadal drużyny młodszoharcerskie działające przy Szkole Podstawowej nr 8 oraz drużyny zuchowe. Przy Szkole Społecznej nr 3 została założona 3 Krakowska Gromada Zuchowa „Skrzaty”. Harcerze podjęli służbę na rzecz schroniska dla zwierząt przy ulicy Rybnej w Krakowie. Kolejne obozy organizowane były najczęściej wspólnie z innymi środowiskami harcerskimi: szczepami „Wagabundy”, „Puszcza”, Dąbie”. W pracy drużyn wyróżniało się wędrownictwo z licznymi biwakami, złazami szczepu, obozami wędrownymi, między innymi w Gorganach i na Huculszczyźnie. Dużymi wydarzeniami były kolejne rocznice powstania 3 KDH: 90. w roku 2001 i setna w roku 2011.Oba te wydarzenia zostały uczczone uroczystym apelem w Barbakanie i spotkaniem w Sali Kupieckiej Urzędu Miasta Krakowa. Organizowane przy tej okazji spotkania, gry miejskie i wystawy były szeroko opisywane w prasie krakowskiej. Funkcje szczepowych pełnili kolejno: Damian Plinkiewicz, Anna Trybała, Andrzej Szaran, Grażyna Sławińska, Piotr Białko.